# جمهوری دموکراتیک خلق اتیوپی
اتیوپی با نام رسمی جمهوری دموکراتیک خلق اتیوپی (به امهری: የኢትዮጵያ ሕዝባዊ ዲሞክራሲያዊ ሪፐብሊክ، Ye-Ītyōṗṗyā Həzbāwī Dīmōkrāsīyāwī Rīpeblīk) یک دولت سوسیالیستی بود که از ۱۹۸۷ تا ۱۹۹۱ در اتیوپی و اریتره کنونی وجود داشت.
جمهوری دموکراتیک خلق اتیوپی در فوریه ۱۹۸۷ پس از تصویب قانون اساسی ۱۹۸۷ در رفراندوم ملی به‌عنوان یک دولت تک‌حزبی مارکسیست–لنینیست تأسیس شد. درگ، حکومت نظامی که از سال ۱۹۷۴ بر اتیوپی به‌عنوان یک دولت موقت حکومت می‌کرد، برای انتقال به حکومت غیرنظامی برنامه‌ریزی کرد و در سال ۱۹۸۴ پس از پنج سال تأسیس جمهوری سوسیالیستی را اعلام کرد. حزب کارگران اتیوپی در همان سال به‌عنوان یک حزب پیشتاز به رهبری منگیستو هایله ماریام، رئیس درگ تأسیس شد. درگ با اعلام تأسیس جمهوری دموکراتیک خلق اتیوپی منحل شد اما تا سپتامبر که دولت جدید روی کار آمد، سه ماه پس از انتخابات عمومی ژوئن، به‌صورت دوفاکتو به اداره کشور ادامه داد. اعضای بازمانده درگ بر کشور تسلط داشتند. منگیستو رئیس‌جمهور اتیوپی و هم دبیرکل حزب کارگران اتیوپی بود.
دولت جمهوری دموکراتیک خلق اتیوپی بسیار متمرکز بوده‌است و با ساختار قدرت دوفاکتوی مشابه سایر دولت‌های کمونیستی بود. قوه مقننه، شنگوی ملی، به‌طور صوری بالاترین ارگان قدرت دولتی بود. رئیس‌جمهور به‌عنوان رئیس کشور و رئیس دولت با اختیارات اجرایی و دادگذاری گسترده‌ای خدمت می‌کرد. رئیس‌جمهور به‌عنوان رئیس شورای دولتی که بین جلسات شنگو فعالیت داشت، خدمت می‌کرد. در عمل، اصول سانترالیسم دموکراتیک به این معنی بود که شنگو چیزی بیش از تصمیماتی که قبلاً توسط حزب کارگران اتیوپی و پلیتبورو گرفته‌شده‌بود، انجام نمی‌داد. منگیستو هم به‌عنوان رئیس‌جمهور و هم رهبر حزب، یک دیکتاتور صوری بود. او و اعضای بازمانده درگ، دولت نظامی موقت سوسیالیستی اتیوپی، بر پلیتبوروی حزب کارگران اتیوپی تسلط داشته و آن را کنترل می‌کردند. قانون اساسی تمام آزادی‌های شخصی را تضمین می‌کرد، اما دولت در عمل تقریباً هیچ توجهی به آن‌ها نداشت.
جمهوری دموکراتیک خلق اتیوپی، دولت تازه تأسیس این کشور، وارث مسائلی بود که اتیوپی را در دوران درگ ویران کرد، از جمله این مسائل؛ قحطی ۱۹۸۳–۱۹۸۵، اتکا به کمک‌های خارجی و افول جنبش جهانی کمونیستی بود. اتحاد جماهیر شوروی در سال ۱۹۹۰ به حمایت از جمهوری دموکراتیک خلق اتیوپی پایان داد و درگیری‌های داخلی نظیر جنگ داخلی اتیوپی و جنگ استقلال اریتره باعث شد که اقتدار حزب کارگران اتیوپی به‌طور فزاینده‌ای توسط شبه نظامیان قومی و گروه‌های ضد دولتی به چالش کشیده شود. در ماه مه ۱۹۹۱، منگیستو، رئیس‌جمهور جمهوری دموکراتیک خلق اتیوپی به تبعید گریخت. رژیم سوسیالیستی اتیوپی فقط یک هفته بعد از تواری منگیستو دوام آورد تا اینکه جبهه دموکراتیک انقلابی خلق اتیوپی وارد آدیس آبابا شد و انحلال جمهوری دموکراتیک خلق اتیوپی را اعلام و دولت انتقالی اتیوپی را جایگزین آن کرد.

## توسعه
پس از سقوط حکومت امپراتوری، ساختار اجتماعی–اقتصادی فئودالی از طریق یک سری اصلاحات برچیده شد که بر توسعه آموزشی نیز تأثیر گذاشت. در اوایل سال ۱۹۷۵، دولت دانشگاه هایله سلاسی و تمام مدارس متوسطه را تعطیل کرد. سپس حدود ۶۰٬۰۰۰ دانش‌آموز و معلم را به مناطق روستایی اعزام کرد تا «کمپین توسعه از طریق همکاری» دولت را ترویج کنند. اهداف این کمپین ترویج اصلاحات ارضی و بهبود تولیدات کشاورزی، بهداشت و اداره محلی و آموزش دهقانان در مورد نظم جدید سیاسی و اجتماعی بود.
ثبت نام مدارس ابتدایی از حدود ۹۵۷٬۳۰۰ نفر در سال ۱۹۷۴ به نزدیک به ۲٬۴۵۰٬۰۰۰ نفر در سال ۱۹۸۵ افزایش یافت. تعداد دانش‌آموزان ثبت‌نام شده بین مناطق مختلف و در ثبت نام دختران و پسران تفاوت‌هایی وجود داشت. با این وجود، در حالی که ثبت نام پسران بیش از دو برابر شده‌بود، ثبت نام دختران به سه برابر افزایش یافت. با این حال، با توجه به اینکه اکثر مناطق تحت کنترل شورشیان شمال اتیوپی و همچنین بخش‌هایی از مناطق سومالی و اورومو از کنترل دولت خارج شده‌اند، اکثر ادعاهای این کشور جامع تصور نمی‌شوند.
تعداد مدارس متوسطه ارشد با افزایش چهار برابری در استان ارسی، بیل، گوجام، قندار و ولو نیز تقریباً دو برابر شد. توزیع مدارس در قبل از انقلاب تمرکز خود را در مناطق شهری چند منطقه اداری گذاشته بود. در سال ۱۹۷۴ و ۱۹۷۵ حدود ۵۵ درصد از مدارس متوسطه در اریتره و شوا و آدیس آبابا بودند. در سال ۱۹۸۵ و ۱۹۸۶ این رقم به ۴۰ درصد کاهش یافت. اگر چه تعداد دختران به میزان قابل توجهی کمتر در سطح متوسطه ثبت نام شده بودند اما نسبت زنان در سیستم مدرسه در همه سطوح و در همه مناطق از حدود ۳۲ درصد در سال ۱۹۷۴ و ۱۹۷۵ به ۳۹ درصد در سال ۱۹۸۵ و ۱۹۸۶ افزایش یافت.
یکی از موفقیت‌های جمهوری دموکراتیک خلق اتیوپی، کمپین سوادآموزی ملی بود. نرخ باسوادی زیر ۱۰ درصد در دوران رژیم شاهنشاهی تا سال ۱۹۸۴ به حدود ۶۳ درصد افزایش یافته بود. در سال ۱۹۹۰ و ۱۹۹۱ نرخ باسوادی بزرگسالان کمی بیش از ۶۰ درصد در دولت و همچنین در برخی گزارش‌های بین‌المللی گزارش شده‌بود. مقامات دولتی در ابتدا آموزش سوادآموزی را به پنج زبان امهری، اورومو، تیگرینیا، وولایتا و سومالیایی اختصاص دادند. تعداد زبان‌ها بعداً به پانزده زبان افزایش یافت که حدود ۹۳ درصد از جمعیت را تشکیل می‌داد.
تعدادی از کشورهای خارجی سخاوتمندانه به جمهوری دموکراتیک خلق اتیوپی کمک کردند تا نیازهای مراقبت‌های بهداشتی خود را برآورده کند. کوبا، اتحاد جماهیر شوروی و تعدادی از کشورهای اروپای شرقی کمک‌های پزشکی ارائه کردند. در اوایل سال ۱۹۸۰، نزدیک به ۳۰۰ تکنسین پزشکی کوبایی و بیش از ۱۰۰ پزشک، از تلاش‌های محلی برای حل مشکلات بهداشت عمومی حمایت کردند. کمک‌های غرب برای توسعه بلندمدت بخش بهداشت اتیوپی اندک بود و به‌طور متوسط سالانه حدود ۱۰ میلیون دلار آمریکا بود که کمترین کمک سرانه در کشورهای جنوب صحرای آفریقا است. اهداکنندگان اصلی غربی شامل ایتالیا و سوئد بودند. سیستم سازمان ملل به رهبری برنامه عمران ملل متحد شامل آژانس‌هایی مانند فائو، یونسکو، یونیسف، یونیدو، صندوق جمعیت سازمان ملل متحد و سازمان جهانی بهداشت، همچنان به گسترش کمک‌های خود به رژیم امپراتوری ادامه دادند. بانک جهانی همچنین در طول حکومت منگیستو با به رسمیت شناختن نظم و انضباط مالی شگفت‌آور، محافظه‌کارانه و محتاطانه‌ای که رژیم سعی در پیروی از آن داشت، به ارائه کمک‌های خود ادامه داد.

## خط مشی سیاسی

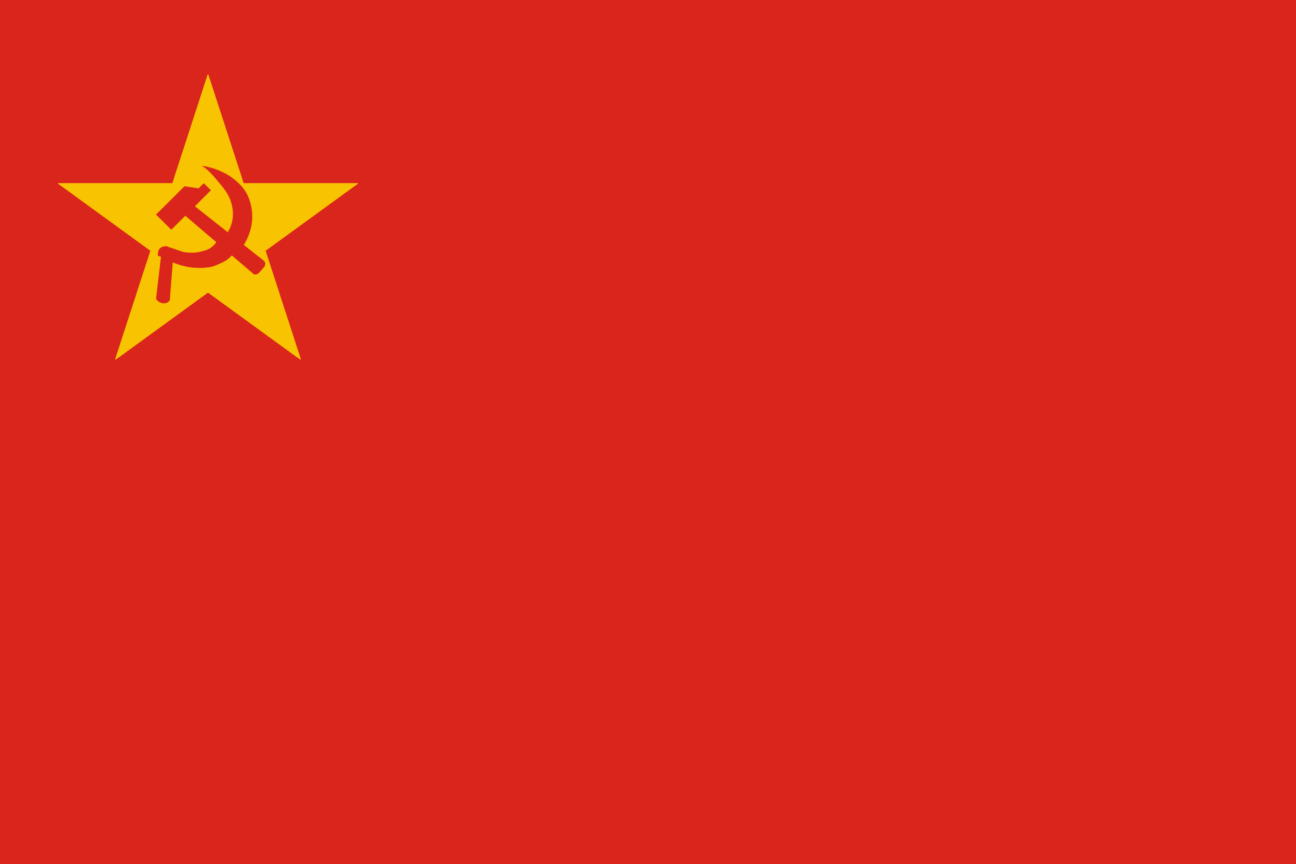
پرچم حزب کارگران اتیوپی

اگر چه انقلاب از ابتدا سوسیالیستی بود اما شخصیت رژیم کمونیستی اتیوپی به‌طور اسمی مشخص نشده‌بود. در سال ۱۹۸۴ حزب کارگران اتیوپی با ایدئولوژی سیاسی کمونیستی و مارکسیست–لنینیست که منگیستو دبیرکل آن بود، تأسیس شد. همین‌گونه در سال ۱۹۸۷ قانون اساسی سوسیالیستی با ۸۱ درصد آرا، تصویب و نام این کشور به جمهوری دموکراتیک خلق اتیوپی تغییر یافت. انتخابات در همان سال برگزار شد و لازم نبوده نامزدها به‌طور حتمی از اعضای حزب کارگران اتیوپی باشند. در آن انتخابات منگیستو هایله ماریام، به اتفاق آرا به‌عنوان اولین رئیس‌جمهور جمهوری دموکراتیک خلق اتیوپی انتخاب شد. جمهوری دموکراتیک خلق اتیوپی یک جمهوری سوسیالیستی تک‌حزبی بود که از آموزه‌های مارکسیستی–لنینیستی پیروی می‌کرد و نماینده کارگران و دهقانان اتیوپی بود.

## سیاست قومی و ملی دولت
دولت جمهوری دموکراتیک خلق اتیوپی مؤسسه‌ای تخصصی با قوم‌شناسان، حقوق‌دانان، جامعه‌شناسان و اقتصاددانان ایجاد کرد تا دربارهٔ سکونت‌گاه‌ها یا کوچ نشینی‌ها، زبان‌ها، نمادها، ساختارهای خانوادگی، سیاست، طوایف، شیوه‌های تولید و تاریخ ملیت کشور بیاموزند و تدوین کنند تا در نتیجه سرکوب امپراتوری سابق اتیوپی جبران شود. همچنین برخی از رادیکال‌ترین رهبران انقلابی حزب کارگران اتیوپی از میان این اقلیت‌ها ظهور کردند. با پیروی از الگوی ملیت‌های اعمال‌شده توسط لنین در اتحاد جماهیر شوروی، مناطق خودمختار و پارلمان‌های منطقه‌ای ایجاد شد.

## جمعیت‌شناسی
بر اساس گزارش‌های سازمان ملل متحد در مورد وضعیت کودکان و نوزادان در اتیوپی کمونیستی، علی‌رغم اینکه دولت اتیوپی صادرکننده خالص محصولات کشاورزی و غذایی بود، نرخ سوء تغذیه بالا بسیار بوده‌است. اثرات محسوس صادرات هنگفت غلات به کشورهای دیگر، عرضه‌نشدن محصولات در بازار داخلی و در نتیجه ایجاد قحطی‌هایی به اندازه قحطی سال ۱۹۸۴ که هنوز هم عواقب خود را در این کشور نشان می‌دهد، جایی که بیش از ۵۰ درصد جمعیت فعلی—که ۱۵ درصد از جمعیت نوزادان آن نسل بودند—وضعیت نامناسبی از سوء تغذیه و در نتیجه تأخیر در رشد و توسعه را نشان می‌دهند.

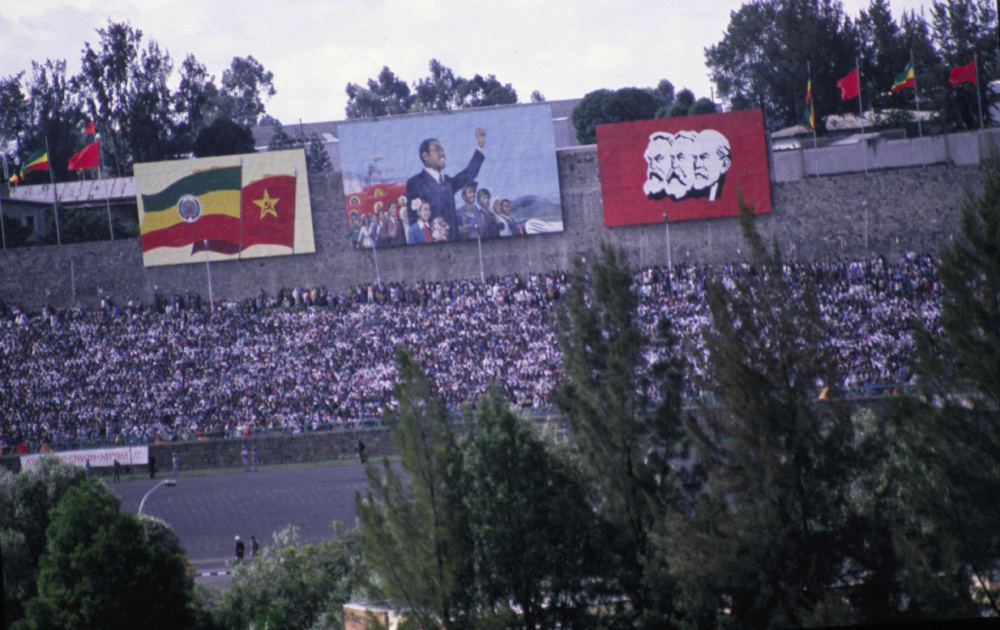
تظاهرات در حمایت از دولت کمونیستی در آدیس آبابا

## ترابری
کمبود منابع همراه با بی‌ثباتی نظامی و سیاسی، رشد زیرساخت‌های حمل و نقل در اتیوپی را کند کرده‌بود. توسعه چنین سیستمی به‌طور سنتی هدف دولت اتیوپی بوده‌است. رژیم هایله سلاسی به‌طور متوسط ۷۰۰ میلیون بیر از بودجه برنامه‌ریزی‌شده را برای توسعه حمل و نقل در طول سه برنامه توسعه پنج‌ساله در ۱۹۵۷–۱۹۷۴ اختصاص داد. در سال ۱۹۷۵، زمانی که سیاست اقتصادی سوسیالیستی ارائه شد، دولت کنترل کلیه امکانات حمل و نقل و ارتباطات را به عهده گرفت. دولت درگ و جمهوری دموکراتیک خلق اتیوپی به توسعه و بهبود زیرساخت‌های حمل و نقل با استفاده از منابع مالی خود و گرفتن وام از سازمان‌های بین‌المللی مانند بانک جهانی ادامه می‌دادند. در سال ۱۹۹۱ سیستم حمل و نقل شامل ۱۳٬۰۰۰ کیلومتر جاده با شرایط آب و هوایی مطلوب بود.

## روابط خارجی

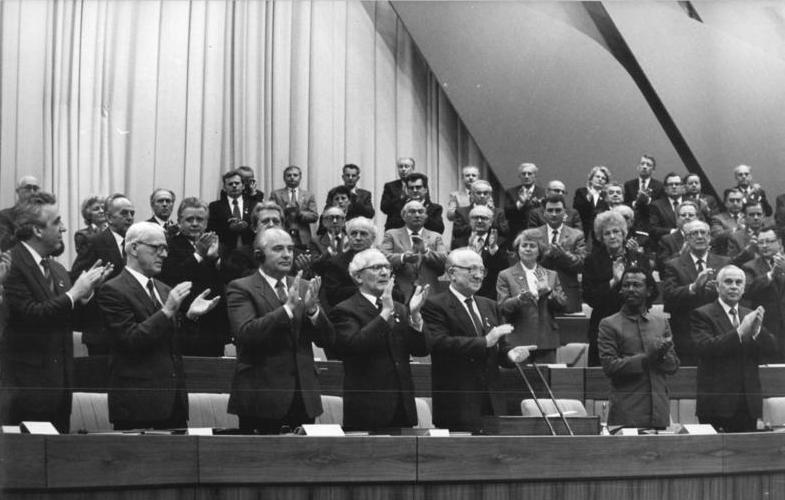
منگیستو همراه با اریش هونکر، رهبر آلمان شرقی در ۱۹۸۶ برلین

در روابط خارجی، جمهوری دموکراتیک خلق اتیوپی متحد سرسخت بلوک شرق بود. اتحاد جماهیر شوروی یکی از مهم‌ترین متحدان اتیوپی از نظر تجارت، سیاست و تسلیحات نظامی بود که در طول جنگ اوگادن بسیار مهم واقع شده‌بود. متحد مهم دیگر اتیوپی کمونیستی، کوبا بود که منگیستو رئیس‌جمهور اتیوپی روابط بسیار نزدیکی با رهبر آن فیدل کاسترو داشته‌است. کمک‌های کوبا به اتیوپی در شکست سومالی در طول جنگ اوگادن بسیار تأثیرگذار بود.
همچنین یکی دیگر از متحدان اتیوپی یمن جنوبی بوده‌است. جمهوری دموکراتیک خلق یمن متحد بزرگی برای اتیوپی در صنعت تسلیحات نظامی در طول جنگ اوگادن بود و اتیوپی را از طریق سربازان و تسلیحات پشتیبانی می‌کرد و در کمک‌های آن در شکست سومالی بسیار مهم بوده‌است. کمپین درگ و بعداً حزب کارگران اتیوپی برای مدرن کردن اتیوپی بدون کمک خارجی ممکن نبود. جمهوری دموکراتیک آلمان با آموزش‌های فنی و وسایلی مانند لباس و اسباب‌بازی برای کودکانی که برای اولین بار به مدرسه رفتند از رژیم منگیستو حمایت کرد.
کوبای کمونیستی کمک‌های بسیاری از طریق پزشکان، معلمان و دیگر متخصصان از تکنسین‌ها گرفته تا ارتش به اتیوپی کرد. اتیوپیایی‌ها از کوبایی‌ها به خاطر این حمایت به خوبی یاد می‌کنند و در سال ۲۰۰۰، زمانی که جمهوری دموکراتیک خلق اتیوپی دیگر وجود نداشت، بنای یادبودی به افتخار سربازان کوبایی که در جنگ اوگادن کشته شدنده بودند، ساختند.

## اقتصاد
انقلاب اتیوپی در سال ۱۹۷۴ منجر به ملی‌شدن و بازسازی اقتصاد اتیوپی شد. بعد از انقلاب اقتصاد کشور چهار مرحله را طی کرد. آشفتگی سیاسی داخلی، درگیری‌های مسلحانه و اصلاحات بنیادی نهادی دوره انقلاب۱۹۷۴ تا ۱۹۷۸ مسبب شد کشور رشد اقتصادی کمی را طی کند. همین‌طور اقدامات ملی‌سازی دولت و جو سیاسی بسیار بی‌ثبات باعث جابجایی اقتصادی در بخش‌هایی مانند کشاورزی و تولید شد. در نتیجه این مشکلات کشور، تولید ناخالص داخلی با نرخ متوسط سالانه تنها ۰٬۴ درصد افزایش یافت. علاوه بر این، کسری حساب جاری و کسری سرفصل مالی افزایش یافت و شاخص قیمت خرده‌فروشی افزایش پیدا کرد و میانگین سالانه افزایش ۱۶٬۵ درصدی را تجربه کرد. اقتصاد اساسی در آن زمان به صنعت کشاورزی وابسته بود و بیش از ۸۰ درصد جمعیت به‌طور مستقیم یا غیر مستقیم برای امرار معاش خود به کشاورزی وابسته بودند.
در مرحله دوم در سال‌های ۱۹۷۸ تا ۱۹۸۰ با تثبیت قدرت و اجرای اصلاحات نهادی توسط دولت، اقتصاد رو به بهبودی رفت. کمپین جدید توسعه درگ از طریق تعاونی‌ها—که معمولاً با عنوان زمکا شناخته می‌شد—نیز به بهبود اقتصاد کمک کرد. مهم‌تر از آن، شرایط امنیتی با کاهش تهدیدات داخلی و خارجی رو به بهبودی پیش رفت. پس از جنگ اوگادن و کاهش فعالیت شورشیان در اریتره، آدیس آبابا اهداف تولید را تعیین کرد و منابع لازم را برای بهبود شرایط اقتصادی را فراهم نمود. و در نتیجه، تولید ناخالص داخلی با نرخ متوسط سالانه ۵٬۷ درصد رشد کرد. اتیوپی با بهره‌مندی از آب و هوای خوب، تولیدات کشاورزی را با نرخ متوسط سالانه ۳٬۶ درصد افزایش داد و بعدها به ۱۸٬۹ درصد ارتقا پیدا کرد زیرا بسیاری از تولیدکنندگانی که منصرف شده بودند، به ویژه در اریتره، دوباره کسب و کارشان را راه‌اندازی کردند. کسری حساب جاری و کسری کلی مالی در آن دوره زیر ۵ درصد تولید ناخالص داخلی باقی مانده بود.
در مرحله سوم در سال‌های ۱۹۸۰ تا ۱۹۸۵ اقتصاد کشور دچار پسرفت شد. به جز سال‌های ۱۹۸۲ و ۱۹۸۳، رشد تولید ناخالص داخلی کند شده و تولید نیز دچار رکود شد و کشاورزی به مرحله بحران رسید. چهار عامل باعث این تحولات شده‌بودند. اول؛ بین سال‌های ۱۹۸۴ و ۱۹۸۵ خشکسالی تقریباً تمام مناطق کشور را تحت تأثیر قرار داد که دولت اتیوپی منابع کمیاب را برای رفع قحطی ضمانت و پروژه‌های توسعه بلندمدت ارائه کرد. در نتیجه، علی‌رغم اینکه کمک‌های بین‌المللی برای خشکسالی به بیش از ۴۵۰ میلیون دلار آمریکا می‌رسید. کسری کلی مالی بدتر شد، حدود هشت میلیون نفر در طول خشکسالی اواسط دهه ۱۹۸۰ قربانی قحطی شدند و تقریباً یک میلیون نفر جان خود را از دست دادند. دوم؛ این صنعت با کاهش نهاده‌های کشاورزی رو به رکود رفت. بسیاری از صنایع ظرفیت خود را برای افزایش تولید به پایان رساندند و نتوانستند تقاضای فزاینده برای کالاهای مصرفی را برآورده کنند. سوم؛ فقدان ارز خارجی و کاهش سرمایه‌گذاری، نرخ رشد نسبتاً بالای تولید در سال‌های ۱۹۷۸ و ۱۹۸۰ را معکوس کرد. سرانجام، تشکیلات نظامی بزرگ اتیوپی بار بزرگی را بر اقتصاد کشور تحمیل کرد و تا حدودی به آن لطمه زد. هزینه‌های دفاعی در این مدت ۴۰ تا ۵۰ درصد از هزینه‌های جاری دولت را رباییده بود.
در دوره چهارم در سال‌های ۱۹۸۵ تا ۱۹۹۱ با وجود بهبود آب و هوا در سال‌های ۱۹۸۵ تا ۱۹۸۶ و ۱۹۸۶ تا ۱۹۸۷ که به معکوس نمودن کشاورزی کمک کرده‌بود، اقتصاد اتیوپی همچنان به رکود خود ادامه داد. بخش تولید نیز در این دوره رشد کرد و تولید ناخالص داخلی با نرخ متوسط سالانه ۵ درصد افزایش یافت. با این حال، اثرات ماندگار خشکسالی ۱۹۸۴–۱۹۸۵ این دستاوردها را تضعیف کرد و به رکود عمومی اقتصاد جمهوری دموکراتیک خلق اتیوپی کمک کرد.

## صنعت
در سال ۱۹۷۵، اتیوپی اکثر صنایع را ملی کرد و بعداً آن‌ها را از طریق شرکت‌های دولتی سازماندهی کرد. در ۷ فوریه ۱۹۷۵، همچنین دولت سندی را منتشر کرد که در آن به تشریح سیاست اقتصادی سوسیالیستی اتیوپی پرداخت.
این سیاست سه حوزه تولیدی را که برای مشارکت دولت در نظر گرفته شده‌بود، شناسایی کرد؛
1. صنایع پایه‌ای که کالاهایی تولید می‌کردند که در خدمت سایر صنایع بوده و توانایی ایجاد پیوند در اقتصاد را داشتند.
2. صنایعی که کالاهای ضروری را برای عموم مردم تولید می‌کردند.
3. صنایعی که دارو، لازمات پزشکی، تنباکو و نوشیدنی تولید می‌کردند.

این سیاست همچنین بخش‌های دولتی و خصوصی را به فعالیت‌های اختصاص یافته به دولت—فعالیت‌هایی که سرمایه دولتی و خصوصی می‌توانستند به‌طور مشترک در آن فعالیت کنند—و فعالیت‌هایی که به بخش خصوصی واگذار شده‌بود، گروه‌بندی کرد.
ملی‌شدن صنایع بزرگ در سال ۱۹۷۵ باعث ترس از سرمایه‌گذاری خصوصی خارجی در اتیوپی شد. بر اساس گزارش بانک ملی اتیوپی، سرمایه‌گذاری مستقیم خصوصی از ۶۵ میلیون در سال ۱۹۷۴ به ۱۲ میلیون در سال ۱۹۷۷ کاهش یافته‌بود و با طولانی‌شدن مذاکرات غرامت بین دولت اتیوپی و اتباع خارجی، سرمایه‌گذاری خارجی عملاً متوقف شد. از طرفی هم کنگره ایالات متحده اصلاحیه‌ای را در جهت ممنوعیت استفاده از بودجه ایالات متحده برای اهداف توسعه تدوین کرده‌بود که ناشی از مسائل مربوط به غرامت اتباع آمریکایی در اتیوپی بود. طی سال‌های ۱۹۸۲ و ۱۹۸۳، رژیم منگیستو دعاوی شهروندان ایتالیایی، هلندی، ژاپنی و بریتانیایی را حل و فصل کرد. همچنین مذاکرات برای حل و فصل مطالبات غرامت شهروندان آمریکایی در اتیوپی تا سال ۱۹۸۵ ادامه یافت.
جمهوری دموکراتیک خلق اتیوپی در سال ۱۹۸۳ اعلامیه‌ای را با نام «اعلامیه سرمایه‌گذاری مشترک» صادر کرد و در آن از علاقه مجدد اتیوپی برای جذب سرمایه‌گذاران خارجی صحبت به میان آورد. این اعلامیه مشوق‌هایی مانند دوره پنج ساله تخفیف مالیات بر درآمد برای پروژه‌های جدید، معافیت از عوارض واردات و صادرات، حمایت از تعرفه و بازگرداندن سود و سرمایه را ارائه کرده‌بود. دارایی‌های خارجی محدود حداکثر تا ۴۹ درصد و مدت هر سرمایه‌گذاری مشترک تا بیست و پنج سال تعیین شده‌بود. اگر چه این اعلامیه از منافع سرمایه‌گذاران در برابر سلب مالکیت محافظت می‌کرد اما دولت اتیوپی این حق را برای خود محفوظ داشت که تمام سهام یک سرمایه‌گذاری مشترک را «به دلایل منافع ملی» خریداری کند.
اعلامیه دولت جمهوری دموکراتیک خلق اتیوپی در مورد جذب سرمایه‌گذاران خارجی بی‌اثر بود و نتوانست هیچ سرمایه‌گذاری را مجذوب کند. در سال ۱۹۸۹ دولت اتیوپی فرمان ویژه‌ای را صادر کرد که تجدید نظر در اعلامیه ۱۹۸۳ بود. این فرمان مالکیت اکثریت خارجی را در بسیاری از بخش‌ها به استثنای بخش‌های مربوط به خدمات عمومی، بانکداری و مالی، تجارت، حمل‌ونقل و ارتباطات که در آن سرمایه‌گذاری مشترک مجاز نبود، مجاز می‌دانست. همچنین این فرمان برای حمایت قانونی گسترده‌تر از اعلامیه ۱۹۸۳، تمامی محدودیت‌های مربوط به بازگردانی سود را حذف نمود.
منگیستو هایله ماریام، رئیس‌جمهور جمهوری دموکرتیک خلق اتیوپی در مارس ۱۹۹۰ در کمیته مرکزی حزب کارگران اتیوپی سخرانی نمود که نقطه عطفی در تاریخ اقتصادی اتیوپی شده‌بود. منگیستو با درک این موضوع که مدل اقتصادی اتیوپی شکست خورده‌است، اجرای یک اقتصاد بازار سوسیالیستی را پیشنهاد کرد. تحت سیستم اقتصادی جدید، بخش خصوصی می‌توانست در تمام بخش‌های اقتصاد، بدون سقف سرمایه‌گذاری مشارکت کند. همچنین اتیوپی دارای سقف ۲۵۰٬۰۰۰ دلاری برای سرمایه‌گذاری خصوصی بود. توسعه‌دهندگان مجاز به ساخت خانه‌ها، آپارتمان‌ها، و ساختمان‌های اداری برای اجاره یا فروش بودند و شرکت‌های تجاری مجاز به توسعه صنایع، هتل‌ها و انواع دیگر شرکت‌ها در زمین‌های دولتی بودند که با شرایط امتیاز اجاره داده می‌شدند. علاوه بر این، صنایع و شرکت‌های دولتی ملزم به فعالیت برای کسب سود بوده‌اند و این شرکت‌ها همچنان برای فروش یا بسته‌شدن ضرر می‌کردند.
کشاورزان مالکیت قانونی زمینی را که کشت می‌کردند و حق فروش محصول خود را در بازار آزاد دریافت می‌کردند. در حالی که هنوز زمینه‌های زیادی وجود داشت که باید به آن پرداخته می‌شد، مانند خصوصی‌سازی شرکت‌های‌دولتی و پرداخت غرامت به شهروندانی که زمین و دارایی‌شان مصادره شده‌بود، پیشنهادات دولت اتیوپی باعث ایجاد خوش‌بینی در میان برخی از اقتصاددانان دربارهٔ آینده اقتصادی اتیوپی شده‌بود. با این حال، برخی از ناظران خاطرنشان می‌کردند که پیشنهادات منگیستو تنها به منزله تصدیق شیوه‌های موجود در اقتصاد زیرزمینی بود.

## شکست و تلاشی

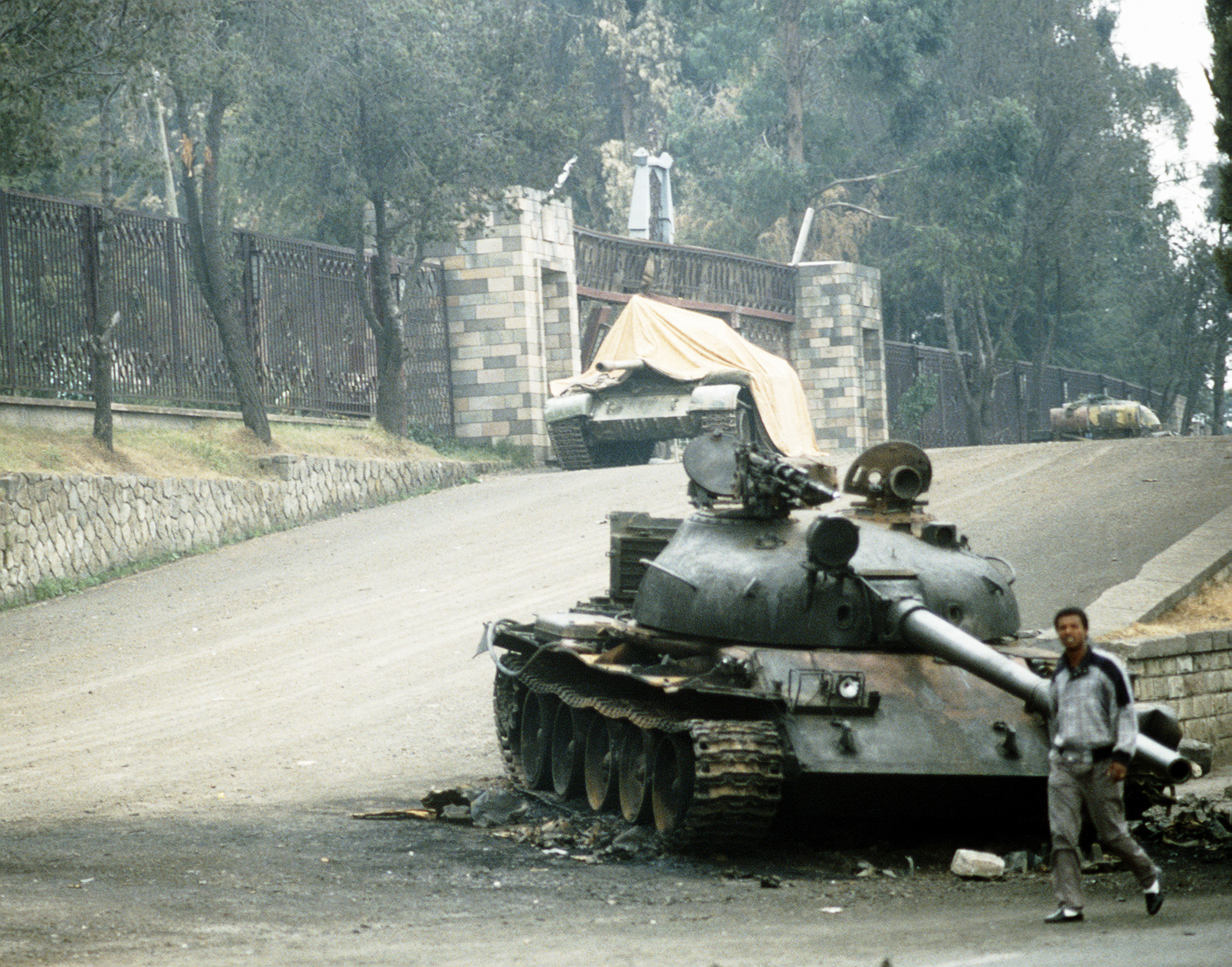
انهدام تانک‌ها در طول جنگ داخلی

اتیوپی هرگز از قحطی بزرگ قبلی در اوایل دهه ۱۹۷۰ که نتیجه خشکسالی بود که بیشتر کشورهای ساحل آفریقا را تحت تأثیر قرار داد، بهبود نیافته بود. قحطی همچنین ناشی از عدم تعادل جمعیتی بود که در مناطق مرتفع متمرکز بود که عاری از مالاریا و تریپانوزومیاز بودند. هر دو رژیم امپراتوری و منگیستو تلاش کرده بودند مردم را در مناطق پست اسکان دهند اما رژیم منگیستو به دلیل این که اسکان مجدد اجباری شده‌بود با انتقاد شدید بین‌المللی روبرو شد.
از اوایل قرن بیستم و در اواخر دهه ۱۹۷۰ نشانه‌هایی از تشدید خشکسالی در این بخش از شرق آفریقا طی یک چرخه طولانی یک دهه‌ای از خشکسالی‌های مکرر وجود داشته‌است. در اوایل دهه ۱۹۸۰، تعداد زیادی از مردم در مرکز اریتره، تیگری، ولو و بخش‌هایی از بیگمدر و شوا شروع به احساس اثرات قحطی دوباره کردند.
خشکسالی که در سال ۱۹۶۹ آغاز شده بود، ادامه یافت زیرا آب و هوای خشک فاجعه‌باری را برای ساحل به ارمغان آورد و از طریق شاخ آفریقا به شرق رسید. در سال ۱۹۷۳ قحطی متوالی جان صدها هزار عشایر اتیوپیایی را تهدید کرده بود که مجبور به ترک مناطق وطن خود و مبارزه با سومالی، جیبوتی، کنیا و سودان شدند تا از گرسنگی نجات پیدا کنند. در پایان سال ۱۹۷۳، قحطی جان حدود ۳۰۰٬۰۰۰ دهقان اهل تیگرای و ولو را گرفت و هزاران نفر دیگر در شهرها و روستاهای اتیوپی به دنبال امداد و کمک بودند.

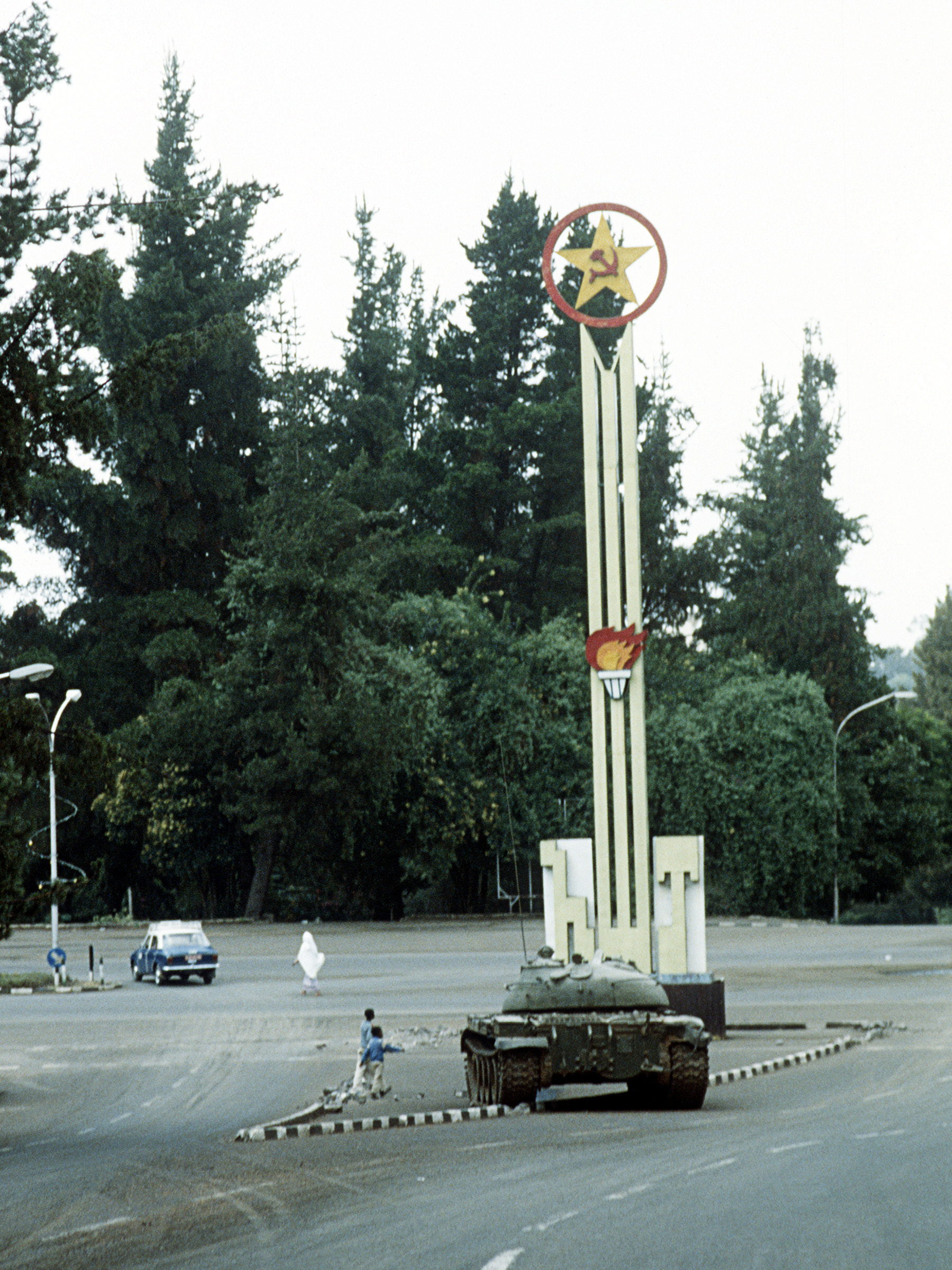
تانک‌ها در شهر آدیس آبابا، جمهوری دموکراتیک خلق اتیوپی، پس از تصرف پایتخت توسط شورشی‌ها

توانایی محدود جمهوری دموکراتیک خلق اتیوپی برای رهبری توسعه و پاسخگویی به بحران‌ها به‌طور چشمگیری با اتکای دولت به امداد قحطی خارجی بین سال‌های ۱۹۸۴ و ۱۹۸۹ نشان داده شد. در سال ۱۹۸۳ درگیری مسلحانه بین دولت و جنبش‌های مخالف در شمال با خشکسالی همراه شد و به گرسنگی گسترده در اریتره، تیگرای و ولو کمک کرد. در همین حال، خشکسالی به تنهایی تأثیر مخربی بر ۹ منطقه دیگر کشور گذاشت. این فاجعه طبیعی بسیار فراتر از خشکسالی ۱۹۷۳ و ۱۹۴۷ بود که به سقوط امپراتوری هایله سلاسی انجامیده بود. تا اوایل سال ۱۹۸۵، حدود ۷٬۷ میلیون نفر از خشکسالی و کمبود مواد غذایی رنج می‌بردند. از این تعداد، ۲٬۵ میلیون نفر در معرض خطر فوری گرسنگی قرار داشتند.
در اواسط دهه ۱۹۸۰، جامعه بین‌المللی به محض درک ابعاد بحران، سخاوتمندانه به فاجعه اتیوپی واکنش نشان داد. همچنین فائو چندین سال قبل از وقوع قحطی نسبت به مشکلات امنیت غذایی هشدار داده بود. کمک‌های دوجانبه، چند جانبه و خصوصی از مواد غذایی و سایر لوازم امدادی تا اواخر سال ۱۹۸۴ به کشور سرازیر شد. در سال ۱۹۸۷ خشکسالی دیگری ۵ میلیون نفر را در اریتره و تیگرای در معرض تهدید قرار داد. با این حال، این بار جامعه بین‌المللی آمادگی بیشتری برای رساندن غذا به مناطق آسیب‌دیده برای جلوگیری از گرسنگی و جابجایی گسترده جمعیت داشت. بر اساس مطالعات کتابخانه کنگره آمریکا، بسیاری از حامیان رژیم اتیوپی با سیاست خودداری از ارسال مواد غذایی به مناطق شورشی مخالفت کردند. اثرات ترکیبی قحطی و جنگ داخلی تا آن زمان اقتصاد کشور را در وضعیت فروپاشی قرار داده بود.
همچنین بر اساس گزارش‌ها و تحقیقات دیده‌بان حقوق بشر، استراتژی ضد شورش جمهوری دموکراتیک خلق اتیوپی برای مقابله با مخالفان و شورشیان باعث شد که قحطی یک سال زودتر از آنچه اتفاق می‌افتاد رخ دهد و مردم مجبور به مهاجرت به پناهگاه‌های امدادی و کمپ‌های پناهندگان شوند. جنگ اقتصادی علیه دهقانان باعث شد که قحطی به سایر مناطق کشور سرایت کند. اگر قحطی فقط در سال ۱۹۸۴ و ۱۹۸۵ رخ می‌داد و فقط مناطق مرکزی تیگرای و شمال ولو را تحت تأثیر قرار می‌داد، باعث می‌شد تنها یک چهارم از این تعداد به اردوگاه‌ها مهاجرت کنند، تعداد کشته‌شدگان به ۱۷۵٬۰۰۰ نفر می‌رسید؛ بنابراین بین ۲۲۵٬۰۰۰ تا ۳۱۷٬۰۰۰ مرگ—به‌جای بیش از نیمی از مرگ ناشی از قحطی—را می‌توان ناشی از نقض حقوق بشر توسط دولت اتیوپی دانست.
معاون رئیس‌جمهور تسفای گبر کیدان به‌طور موقت جانشین رئیس‌جمهور شد. با این حال، با نزدیک شدن شورشیان به آدیس آبابا، پایتخت کشور از هر طرف، جمهوری دموکراتیک خلق اتیوپی تنها یک هفته دیگر دوام می‌آورد. ایالات متحده سپس راه را برای تصرف پایتخت توسط شورشیان در ۲۸ مه باز کرد و در نتیجه این اقدامات لازمه سقوط رژیم کمونیستی اتیوپی را فراهم ساخت.

## رهبران

### رؤسای جمهور
- منگیستو هایله ماریام
- تسفای گبر کیدان

### نخست‌وزیران
- فیکره سلاسی وگدرس
- هایلو یمینو
- تسفای دینکا